# صخره‌ماهی کوتوله
صخره‌ماهی کوتوله (نام علمی: Sebastes wilsoni) نام یک گونه از سرده صخره‌ماهی است.